# Fjord Drygalski
Pour les articles homonymes, voir Drygalski.

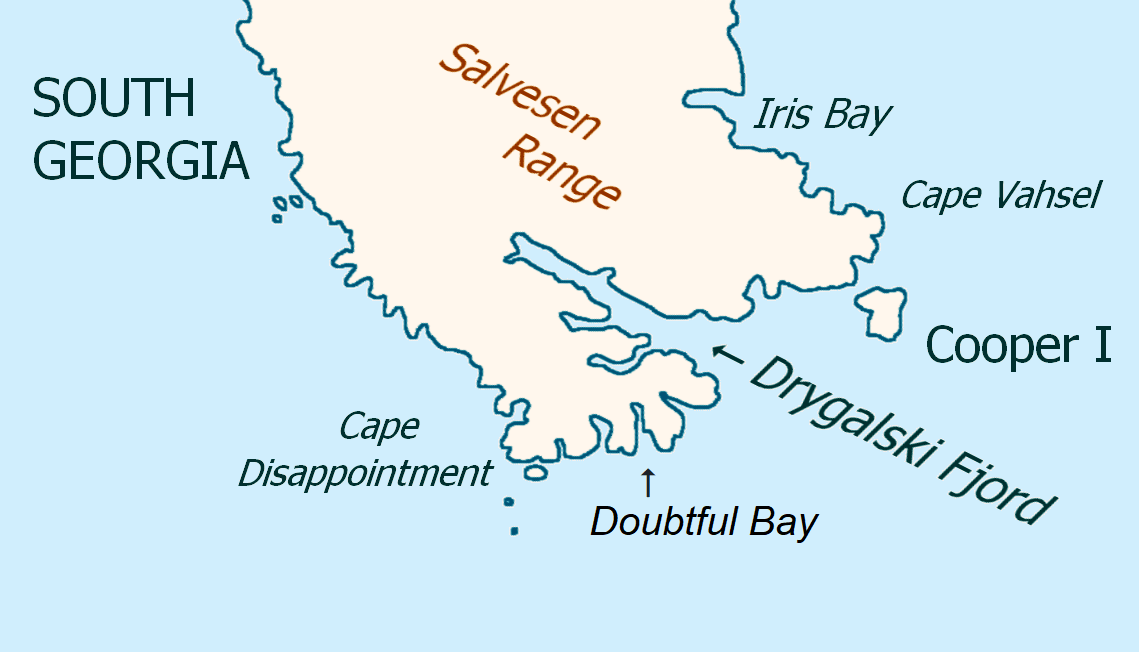
Extrémité sud-est de la Géorgie du Sud, avec le fjord Drygalski

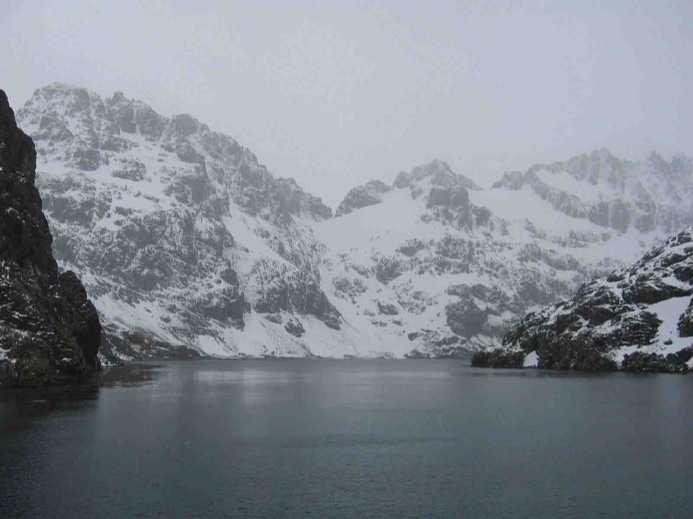
Le fjord Drygalski (entrée vers Port Larsen)

Le fjord Drygalski est un fjord de la Géorgie du Sud, où Anthony de la Roché accosta en 1675. C'est le premier contact d'un navigateur avec une terre antarctique. Il est nommé d'après Erich von Drygalski.

## Description
Le fjord, d'environ 14 km de long orienté nord-ouest sud-est, est rendu spectaculaire par la demi douzaine de glaciers qui s'y jette dans la mer, notamment les glaciers Risting (au fond du fjord) et Jenkins (au sud du précédent), ainsi que le glacier Philippi qui s'écoule dans un fjord attenant, au sud à la sortie du fjord Drygalski.